# دانشگاه توهوکو
دانشگاه توهوکو واقع در سندای در استان میاگی یکی از دانشگاه‌های ملی ژاپن است. این دانشگاه، از نظر قدمت، سومین دانشگاه امپراتوری در ژاپن به حساب می‌آید و یکی از هفت دانشگاه ملی است. این دانشگاه همچنین یکی از پنجاه دانشگاه برتر جهان است. دانشگاه توهوکو، اولین دانشگاه در ژاپن است که درهایش را برای دانشجویان خارجی و همچنین زنان گشود.
یکی از معروفترین موسسات وابسته به این دانشگاه، موسسه تحقیقات مواد است که یکی از ۵ موسسه برتر دنیا برای تحقیقات رشته مهندسی مواد به‌شمار می‌رود.
بنابراین در زمینه مهندسی مواد و داروسازی برترین دانشگاه ژاپن به حساب می‌آید.